# 盛鹏 (1972年)
盛鹏（1972年10月—），男，安徽阜阳人，中共党员，教授，现任安徽职业技术学院院长。

## 生平
1994年毕业于安徽师范大学思想政治教育专业。1997年至2000年在复旦大学法学院学习，2000年6月获法学硕士学位。2004年3月考入浙江大学法学院，师从法学家李龙教授。2005年3月随导师转学至武汉大学，2007年1月获武汉大学法学博士学位。
1994年7月参加工作。历任阜阳师范学院政法学院副院长、院长，阜阳师范学院党委（院长）办公室主任，阜阳师范大学党委常委、党委（校长）办公室主任。
2020年5月，任阜阳职业技术学院院长。2022年11月，调任安徽职业技术学院党委副书记、院长。